# Yūjō ~Kokoro no Busu ni wa Naranee!~
Singles de Morning Musume Otome Gumi
Ai no Sono (...)
(18 septembre 2003)
Singles par Morning Musume Sakura Gumi
Hare Ame Nochi Suki
(18 septembre 2003) Sakura Mankai
(25 février 2004)
Singles par Morning Musume
Ai Araba It's All Right
(21 janvier 2004) Roman ~My Dear Boy~
(12 mai 2004)
Yūjō ~Kokoro no Busu ni wa Naranee!~ (友情~心のブスにはならねぇ!~) est le second et dernier single du groupe Morning Musume Otomegumi, sous-groupe de Morning Musume, sorti en 2004.

## Présentation
Le single sort le 25 février 2004 au Japon sur le label zetima. Il est écrit, composé et produit par Tsunku. Il atteint la 5e place du classement des ventes de l'Oricon, et reste classé pendant 6 semaines, pour un total de 53 331 exemplaires vendus. Il sort également au format "single V" (DVD contenant le clip vidéo), mais cette fois couplé avec Sakura Mankai de Morning Musume Sakuragumi, sous le titre Sakura Mankai / Yūjō ~Kokoro no Busu ni wa Naranee!~ (さくら満開 / 友情~心のブスにはならねぇ~).
Morning Musume est alors temporairement séparé en deux groupes distincts, Morning Musume Otomegumi et Morning Musume Sakuragumi, qui vont sortir simultanément deux singles chacun. Le single Yūjō ~Kokoro no Busu ni wa Naranee!~ sort donc en parallèle avec le single Sakura Mankai de Sakuragumi, avec des ventes inférieures.
La chanson-titre du single ne figurera sur aucun album ou compilation. La chanson en "face B" est une reprise du titre Say Yeah! -Motto Miracle Night- qui figurait sur la compilation Best! Morning Musume 1 de Morning Musume sortie en 2001. Morning Musume Sakuragumi reprend en parallèle ce même titre sur son propre single Sakura Mankai. Le single contient un troisième titre, une reprise de la chanson-titre du single Summer Night Town de Morning Musume sorti en 1998.

## Membres
- 1re génération : Kaori Iida (leader)
- 4e génération : Rika Ishikawa
- 4e génération : Nozomi Tsuji
- 5e génération : Makoto Ogawa
- 6e génération : Miki Fujimoto
- 6e génération : Sayumi Michishige
- 6e génération : Reina Tanaka

## Liste des titres
Single CD
1. Yūjō ~Kokoro no Busu ni wa Naranee!~ (友情~心のブスにはならねぇ!~?)
2. Say Yeah! -Motto Miracle Night- (Morning Musume Otomegumi Version) (…-もっとミラクルナイト- (モーニング娘。おとめ組Version)?)
3. Summer Night Town (Morning Musume Otomegumi Version) (サマーナイトタウン (モーニング娘。おとめ組Version)?)
4. Yūjō ~Kokoro no Busu ni wa Naranee!~ (Instrumental) (友情~心のブスにはならねぇ!~...?)

Single V Sakura Mankai / Yūjō ~Kokoro no Busu ni wa Naranee!~
1. Sakura Mankai (さくら満開?) / Morning Musume Sakuragumi (モーニング娘。さくら組?)
2. Yūjō ~Kokoro no Busu ni wa Naranee!~ (友情~心のブスにはならねぇ~?) / Morning Musume Otomegumi (モーニング娘。おとめ組?)
3. Sakura Mankai (Another Version) (さくら満開 (別バージョン)?)
4. Yūjō ~Kokoro no Busu ni wa Naranee!~ (Another Version) (友情~心のブスにはならねぇ~ (別バージョン)?)